# Alphons Victor Müller
Alphons Victor Müller (auch Müller-Rom; * 1867 in Diedenhofen, Lothringen; † 14. Februar 1930 in Rom) war ein christlicher Geistlicher, Journalist und Historiker, zeitweilig gehörte er dem Orden der Dominikaner an.
Müller besuchte in Diedenhofen und in Montigny bei Metz das Gymnasium. 1885 trat er in Venlo dem Orden der Dominikaner bei und wurde nach Abschluss des Studiums 1891 zum Priester geweiht. Im Folgejahr nahm er die Tätigkeit beim Institut für österreichische Geschichtsforschung in Wien auf. Bereits sechs Jahre später verließ er den Orden wieder und konvertierte zum protestantischen Glauben, was nach Angabe seines Freundes Edmund Freiherr Raitz von Frenz in einigen katholischen Zeitungen durchaus kritisiert wurde. Er arbeitete zunächst für die Monumenta Germaniae. Danach ließ er sich in Rom nieder, dort arbeitete er als Schriftsteller und Journalist für die Tägliche Rundschau. In seinen Schriften äußerte er sich teilweise kritisch zum Madonnenglauben in der katholischen Kirche, später schrieb er über Martin Luther und die von ihm verwendeten theologischen Quellen. Müller galt als gebildet und bescheiden, auch nach seinem Austritt aus der katholischen Kirche genoss er bei verschiedenen Personen im Vatikan noch einen guten Ruf. Er verstarb in Rom im Alter von etwa 63 Jahren, sein Todesdatum konnte aus einem datierten Brief rekonstruiert werden.

## Werke
- Die hochheilige Vorhaut Christi im Kult und in der Theologie der Papstkirche. Schwetschke, Berlin 1907, OCLC 604235079.